# Cobeòidies
Cobaeoideae és una subfamília de plantes amb flors que pertany a la família Polemoniaceae, de l'ordre Ericals. Hom li adjudica cinc gèneres vegetals, encara que la distribució taxonòmica en general està subjecta a canvis a mesura que milloren les anàlisis genètiques.
La família inclou els següents gèneres:
- Acanthogilia (Brandegee) A.G.Day i Moran
- Bonplandia Cav., 1800
- Cantua J.Juss. ex Lam.
- Cobaea Cav., 1791
- Huthia Brand, 1908